# Utopia Planitia

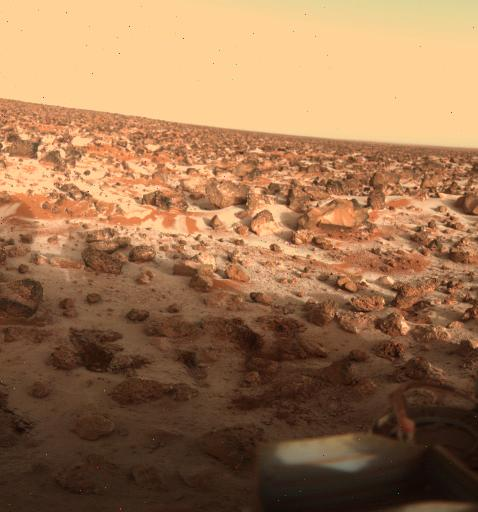
Szron na skalistej pustyni Utopia Planitia, zdjęcie lądownika Viking 2

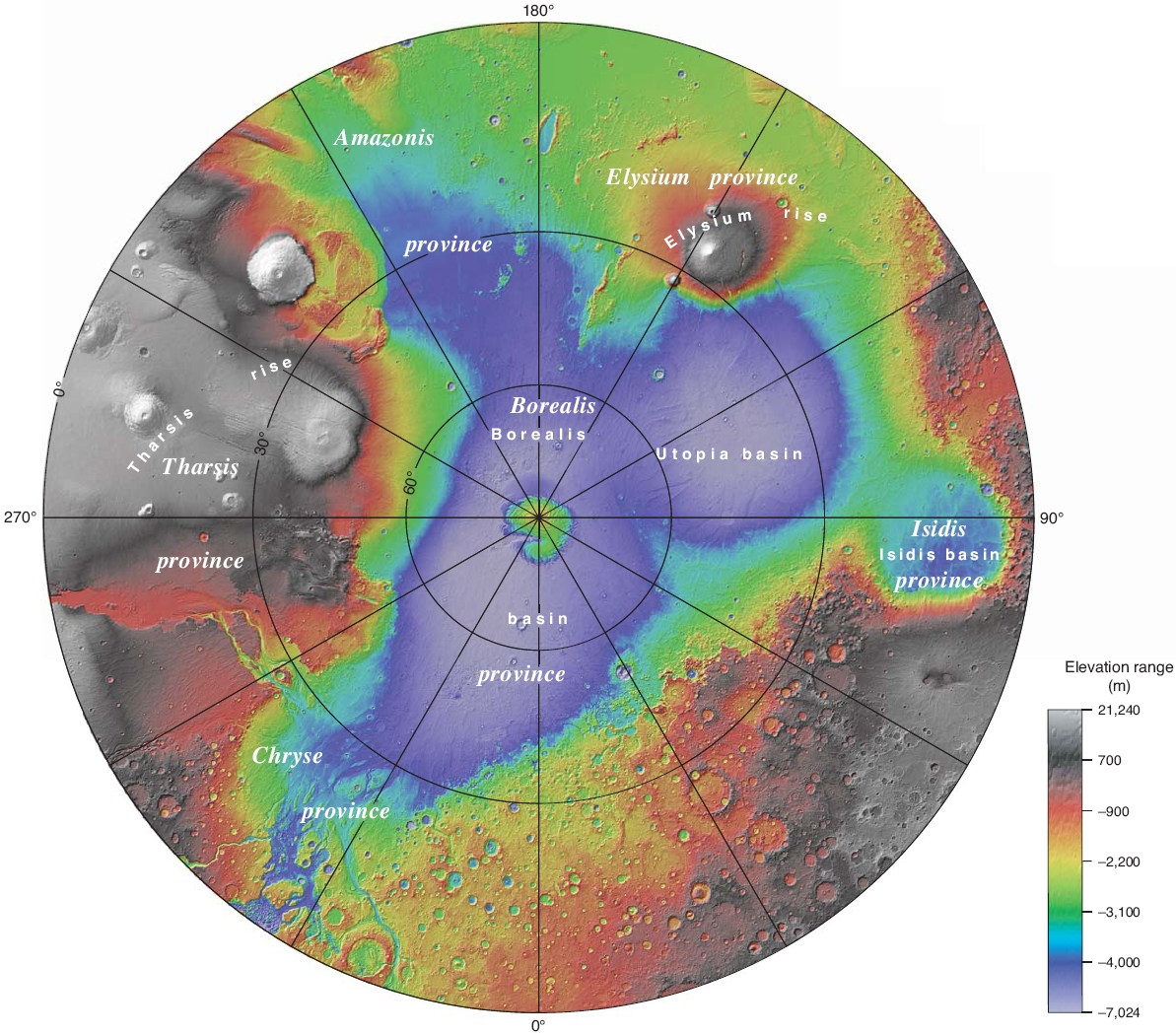
Topografia północnych nizin Marsa - Utopia wyróżnia się kolistym kształtem; nazwy jednostek na mapie są nieformalne

Utopia Planitia (Równina utopii) – równina na Marsie, znajdująca się w północnej okolicy okołobiegunowej, w obrębie nizin Vastitas Borealis. Centrum równiny ma współrzędne areograficzne ♂ 46,74°N 242,48°W/46,740000 -242,480000.
Na mapie topograficznej Utopia wyróżnia się konturem zbliżonym do koła o średnicy 3300 km, zdeformowanym przez powstanie wulkanicznej wyżyny Elysium. Na jej obszarze znajduje się również maskon, podobnie jak pod największymi morzami księżycowymi. Obszar Utopia Planitia ma kształt misy, której głębokość sięga w centrum 6 km poniżej marsjańskiego poziomu odniesienia (odpowiednika poziomu morza na Ziemi). Te cechy wskazują, że jest to ogromny basen uderzeniowy, większy niż Hellas Planitia na półkuli południowej.
Lądownik Viking 2 wylądował 3 września 1976 r. w regionie Utopia Planitia. Jego badania pozwoliły stwierdzić, że grunt ma skład chemiczny podobny do zwietrzałych law bazaltowych. Zaobserwował także m.in. szron pokrywający marsjański grunt.
Nazwa została nadana decyzją Międzynarodowej Unii Astronomicznej w 1973 roku, w oparciu o nazwę cechy albedo z mapy Antoniadiego.